# Abandon de poste
Abandon de poste è un cortometraggio psicologico del 2010 diretto da Mohamed Bouhari.
Il film è stato presentato  al Festival del cinema africano, d'Asia e America Latina di Milano 2011.

## Trama
Duello silenzioso tra una guardia di sicurezza e una statua africana a grandezza d'uomo. Uno staziona davanti ad un edificio, l'altro è incatenato all'ingresso di una galleria d'arte.

## Riconoscimenti
Premio ISMU alla 21ª edizione del Festival del cinema africano, d'Asia e America Latina di Milano